# Паулью Інка
Паулью Інка (Paullu Inca, 1518 —1549) — останній номінальний Сапа Інка у 1537—1549 роках під час правління іспанців на території колишньої імперії Тауантінсую.

## Життєпис

### Молоди роки
Походив з династії Верхнього Куско. Був сином Сапа Інки Уайни Капака та молодшої дружини Аньяс Кольке. Оскільки був доволі молодим, то не брав участі у боротьби міє Атауальпою і Уаскаром, а згодом проти іспанців. У 1533 році разом із своїм братом Тупак Уальпою прибув у табір Франсиско Піссаро. З цього моменту Паулью Інка стає вірним союзником конкістадорів.

### Сапа Інка
Після повстання іншого свого брата Манко Юпанкі, якого іспанці оголосили Сапа Інкою після смерті у 1533 році Тупак Уальпи, у 1537 році Піссаро призначає Паулью Інку новим Сапа Інкою (він добре проявив себе убоях на боці іспанців проти повсталого брата). Проте його влада була номінальною.
Завдяки збереженню престижу династії Інка та особистим якостям Паулью Інка іспанцям тривалий час вдавалося тримати у покорі корінне населення сучасного Перу та особливо долини Куско. Паулью Інка заробив собі солідну репутацію головного спеціаліста у справах індіанців. У 1540 році конкістадор Алонсо де Торо відмічав, що він «бачив багато разів, як Пауло дає поради губернатору, його помічнику та іншим офіцерам», і у нього було відчуття, що його поради були правильні.
Він пройшов прийняту процедуру донесення про його достоїнства королю. Були складені 20 пунктів, кожен з яких описував його видатні заслуги перед Іспанією. З 6 по 12 квітня було опитано 20 прихильних до нього свідків, які підтвердили точність заяв Паулью. Ці папери і свідчення добре були сприйняті іспанським королем. Поки йшов розгляд, Альмагро віддав йому палац Колькампата в Куско. Це був старий палац Уаскара у верхній частині міста, розташований на крутому схилі гори на півдорозі у напрямку до Саксауаману. Звідси ставленик іспанців Паулью Інка правил національної аристократією.
На початку 1539 року Франсиско Пісарро дав Паулью багате земельне володіння, щоб підкупити його і змусити приєднатися до Гонсало Піссаро в його поході на Вількабамбу, де чинив спротив Манко Юпанкі. Земельні володіння Паулью отримали назву Хатун-Кана. У них входили міста Пічіуа і Яурі в провінції Кана, розташовані у верхів'ях річки Апурима. Їх населення нараховувало 922 людини, які повинні були платити йому данину. У його володіння були переселені ще 4 390 індіанців для цієї мети. Володіння також охоплювали кілька сіл навколо Муйне, розташованих в дальньому кінці долини Куско, кілька селищ в Мансіо-Сьєрра-де-Легісамо в Кунтісую та області Асіуана і Суріта в східній частині Антісую. Вони приносили Паулу щорічну ренту в розмірі 12000 песо. Також у нього були землі на півострові Копакабана на озері Тітікака і в Епіскаре в долині Хакіхауана неподалік від Куско.
Все це багатство зробило Паулью потенційною жертвою іспанських конкістадорів. Важко було змусити іспанців поважати навіть такого вождя індіанської громади. Один іспанець вдарив Паулью на вулиці, смикнув його за волосся і образив його, але так і не був покараний. Інші пограбували будинок Паулью. За королівським декретом від жовтня 1541 року він отримав опікуна з числа іспанців, який повинен був дотримуватися його інтереси і не допускати, щоб він підписував сумнівні зобов'язання. Подальші декрети поклали край практиці розміщенню охоронців в будинку Паулью з побоювання, що вони можуть зґвалтувати його дружин або неправильно поводитися з належними йому речами. Різні судові позови з приводу приватної власності були вирішені на користь Паулью, а в опікуни йому був призначений його друг Хуан де Леон.
У 1541 році став навчатися християнським догоматам віри. У 1543 році Паулью прийняв хрещення, яке здійснював святий отець Хуан Перес де Арріскадо, префект ордена іоаннітів і вікарій церкви в Куско. При хрещенні йому було дано ім'я Крістобаль, на ім'я його хрещеного батька Крістобаля Вака де Кастро, віце-короля Перу. Дружину Паулью — Маму Токто Уссику теж хрестили і нарекли доньєю Каталіною, а слідом за Інкой і вся королівська родина пройшла церемонію звернення до християн. Мати — Аньяс Кольку стала доньєю Хуаной, а його сестра — Беатріс Уайльяс Ньюста. Паулью став носити іспанський одяг і навчився писати своє ім'я, але він не вмів ні говорити, ні читати, ні писати іспанською. Проте це відвернуло від нього індіанців, які стали все більше підтримувати Манко Юпанкі.
У 1543 році отримав особисте послання від спадкоємця іспанського трону Філіппа. У 1544 році численні незаконнонароджені нащадки Паулью були визнані законнонародженими. У 1545 році Паулью Інка одержав герб, на якому були зображені чорний орел, що стоїть на лапах, пальми, золота пума, дві червоні змії, імперська корона у вигляді червоної бахроми, напис «Аве Марія» та 8 золотих єрусалимських хрестів.
У 1541—1547 роках під громадянських війн іспанців між собою — братів Піссаро проти прихильників Альмагро, а потім проти Педро де ла Гаска, посланця короля Карла I, він постійно переходив на бік переможця. З 1546 року таємно підтримував Гаска проти Гонсало Піссаро, відправивши першому загін на чолі із зведеним братом Кайо Топа. У 1548 році Паулью радісно вітав Педро де ла Гаска в Куско.
У 1549 році угоду було досягнуто між де ла Гаска і Сайра Тупаком (спадкоємцем загиблого МАнко Юпанкі). Для зустрічі з Сайрі Тупаком рушив Паулью Інка. Останній досяг Уайнакапако, де раптово захворів та повернувся до Куско. Тут незабаром Паулью Інка помер.